# 韮山站

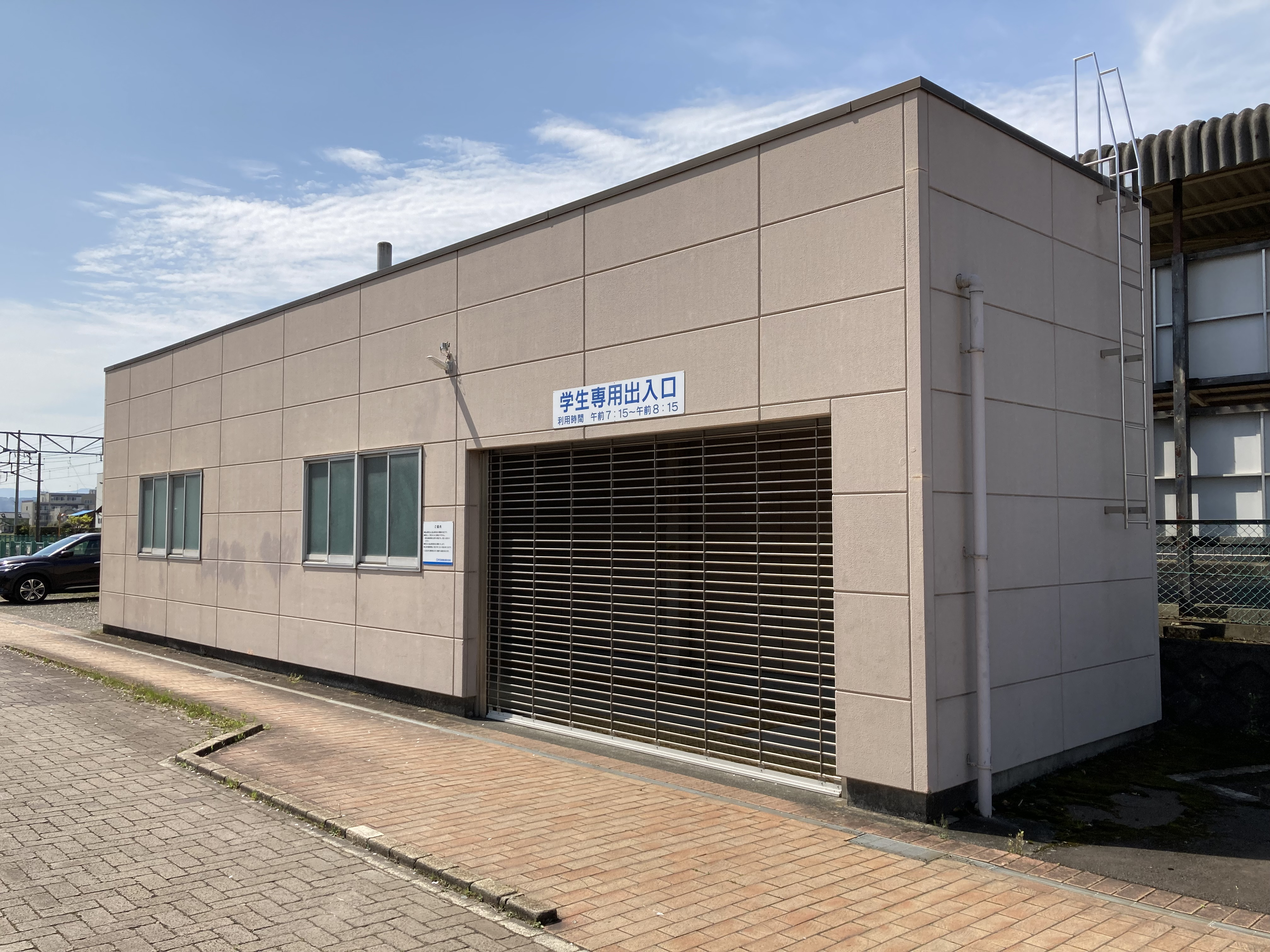
學生專用的東口
(2023年4月)

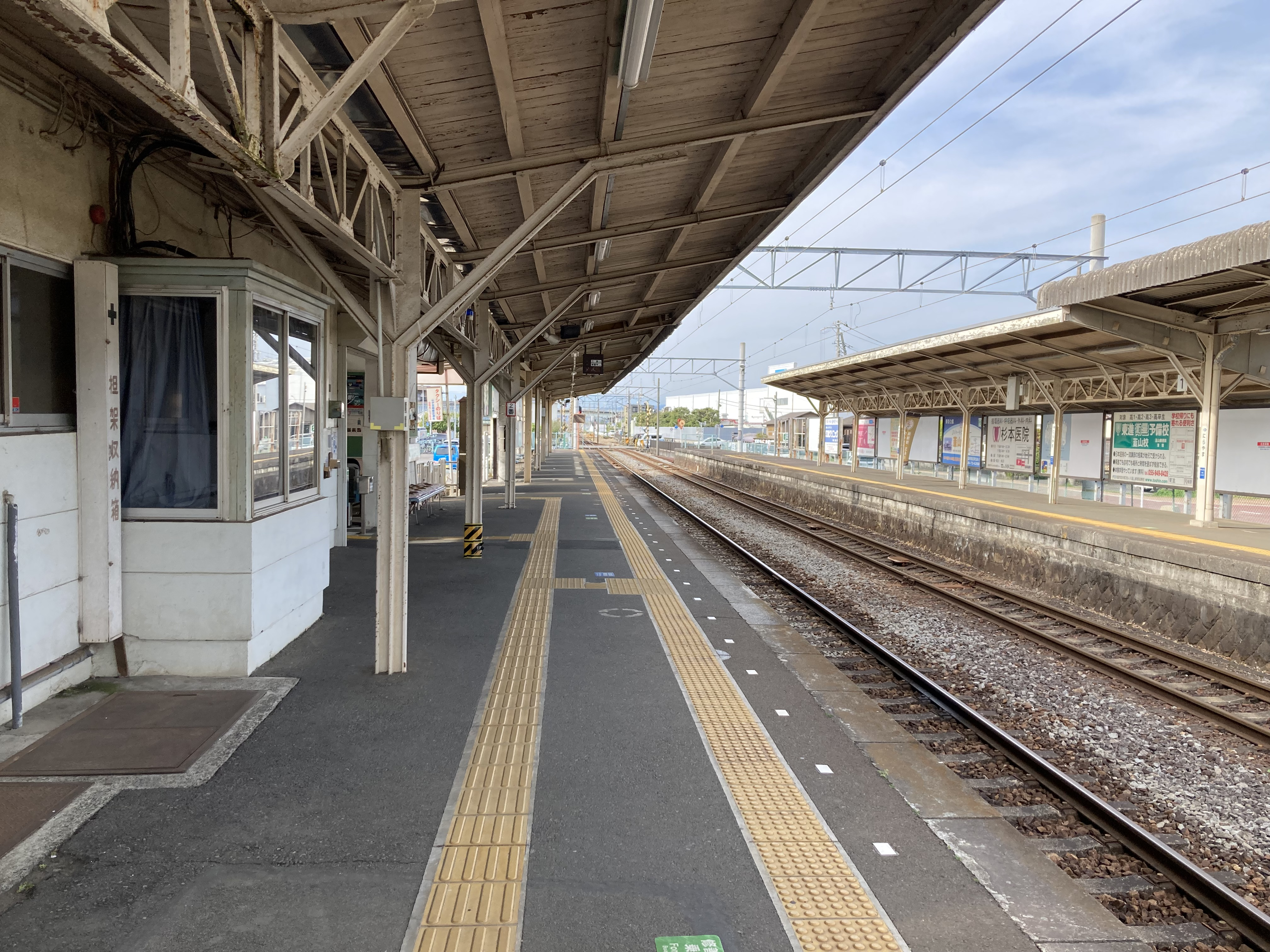
月台(2023年4月)

韮山站（日语：／ Nirayama eki */?）是位於靜岡縣伊豆之國市四日町747番地之1，伊豆箱根鐵道的駿豆線車站。車站編號為IS08。

## 歷史
- 1900年（明治33年）8月5日 - 北條站啟用。
- 1919年（大正8年）5月25日 - 車站改名為韮山站。
- 2015年（平成27年）10月1日 - 櫃臺不再售賣定期票。車站職員當值時間縮短至早上6時45分至晚上9時45分。
- 2019年（令和元年）10月1日 - 永久關閉售票櫃臺。車站職員當值時間縮短至早上7時至8時30分[1]。

## 車站構造
此站是地面車站，設有2面2線的相對式月台。車站大樓位於2號月台側，與1號月台之間設有站內平交道連接。
現時在早上7時至8時30分之間設有職員當值，只負責收集車票。其餘時間沒有職員當值。在車站職員當值時段內，列車出發時會播放由Arrow株式會社製造的發車鈴、發車音樂。

### 月台
| 月台 | 路線   | 上下行 | 方向        |
| ---- | ------ | ------ | ----------- |
| 1    | 駿豆線 | 下行   | 修善寺方向  |
| 2    | 駿豆線 | 上行   | 三島方向    |
| 2    | 駿豆線 | 下行   | 修善寺方向※ |

※當不需要列車交會時候，下行普通列車會在2號月台出發。這樣乘客不需要越過站內平交道。

## 使用狀況
根據「靜岡縣統計年鑑」，在2018年（平成30年）度，1日平均乘車人次為1,451人。
| 年度               | 1日平均 乘車人次 | 參考資料 |
| ------------------ | ---------------- | -------- |
| 1993年（平成05年） | 2,386            | [ * 1 ]  |
| 1994年（平成06年） | 2,339            | [ * 2 ]  |
| 1995年（平成07年） | 2,308            | [ * 3 ]  |
| 1996年（平成08年） | 2,251            | [ * 4 ]  |
| 1997年（平成09年） | 2,120            | [ * 5 ]  |
| 1998年（平成10年） | 2,131            | [ * 6 ]  |
| 1999年（平成11年） | 2,049            | [ * 7 ]  |
| 2000年（平成12年） | 1,934            | [ * 8 ]  |
| 2001年（平成13年） | 1,845            | [ * 9 ]  |
| 2002年（平成14年） | 1,831            | [ * 10 ] |
| 2003年（平成15年） | 1,842            | [ * 11 ] |
| 2004年（平成16年） | 1,697            | [ * 12 ] |
| 2005年（平成17年） | 1,686            | [ * 13 ] |
| 2006年（平成18年） | 1,681            | [ * 14 ] |
| 2007年（平成19年） | 1,692            | [ * 15 ] |
| 2008年（平成20年） | 1,660            | [ * 16 ] |
| 2009年（平成21年） | 1,560            | [ * 17 ] |
| 2010年（平成22年） | 1,512            | [ * 18 ] |
| 2011年（平成23年） | 1,489            | [ * 19 ] |
| 2012年（平成24年） | 1,508            | [ * 20 ] |
| 2013年（平成25年） | 1,558            | [ * 21 ] |
| 2014年（平成26年） | 1,508            | [ * 22 ] |
| 2015年（平成27年） | 1,535            | [ * 23 ] |
| 2016年（平成28年） | 1,480            | [ * 24 ] |
| 2017年（平成29年） | 1,466            | [ * 25 ] |
| 2018年（平成30年） | 1,451            | [ * 26 ] |

## 車站周邊
此站不是鄰近世界遺產國家古蹟韮山反射爐，該古蹟靠近鄰站伊豆長岡站。
- 伊豆之國市政廳韮山分所（舊韮山町（日语：韮山町）公所）
- 韮山時代劇場、伊豆之國市立圖書館韮山分館
- 靜岡縣立韮山高等學校（日语：静岡県立韮山高等学校）
- 蛭小島（日语：蛭ヶ小島）蹟
- 韮山城（日语：韮山城）蹟
- 韮山鄉土史料館 - 車站東邊步行20分鐘
- 江川邸 - 車站東方步行20分鐘。為韮山代官江川太郎左衛門（日语：江川太郎左衛門）的屋敷。國家重要文化財。
- 北條政子產湯之井戶
- 願成就院（日语：願成就院） - 由運慶製作毘沙門天像、不動明王像等多座重要文化財。國家指定史蹟。
- 7-11韮山店
- 靜岡銀行韮山分店
- COCO'S（日语：ココスジャパン）韮山店
- Espot韮山店
- 國道136號（日语：国道136号）
- 靜岡縣道133號韮山韮山停車場線（日语：静岡県道133号韮山韮山停車場線）

## 巴士路線
| 乘車處 | 乘車處 | 系統             | 主要途經         | 目的地           | 巴士公司             | 備註          |
| ------ | ------ | ---------------- | ---------------- | ---------------- | -------------------- | ------------- |
| 韮山站 |        |                  | 江馬             | 千代田團地       | 伊豆箱根巴士         |               |
| 韮山站 |        |                  | 韮山高校前、多田 | 富士美幼稚園     | 東海巴士橙色穿梭     | 只有上學日1班 |
| 韮山站 |        | 韮山高校前、多田 | 奈古谷溫泉口     | 東海巴士橙色穿梭 | 只有上學日設有服務   |               |
| 韮山站 |        | 韮高前           | 江川邸           | 伊豆箱根巴士     | 只於平日和星期六服務 |               |

## 相鄰車站
伊豆箱根鐵道
■駿豆線
■特急「踊子」
通過
■普通
原木（IS07）－韮山（IS08）－伊豆長岡（IS09）

## 注腳

### 使用狀況
1. ↑  靜岡縣統計年鑑1993（平成5年）PDF（日語）
2. ↑  靜岡縣統計年鑑1994（平成6年）PDF（日語）
3. ↑  靜岡縣統計年鑑1995（平成7年）PDF（日語）
4. ↑  靜岡縣統計年鑑1996（平成8年）PDF（日語）
5. ↑  靜岡縣統計年鑑1997（平成9年）PDF（日語）
6. ↑  靜岡縣統計年鑑1998（平成10年）PDF（日語）
7. ↑  靜岡縣統計年鑑1999（平成11年）PDF（日語）
8. ↑  靜岡縣統計年鑑2000（平成12年）PDF（日語）
9. ↑  靜岡縣統計年鑑2001（平成13年）PDF（日語）
10. ↑  靜岡縣統計年鑑2002（平成14年）PDF（日語）
11. ↑  靜岡縣統計年鑑2003（平成15年）PDF（日語）
12. ↑  靜岡縣統計年鑑2004（平成16年）PDF（日語）
13. ↑  靜岡縣統計年鑑2005（平成17年）PDF（日語）
14. ↑  靜岡縣統計年鑑2006（平成18年）PDF（日語）
15. ↑  靜岡縣統計年鑑2007（平成19年）PDF（日語）
16. ↑  靜岡縣統計年鑑2008（平成20年）PDF（日語）
17. ↑  靜岡縣統計年鑑2009（平成21年）PDF（日語）
18. ↑  靜岡縣統計年鑑2010（平成22年）PDF（日語）
19. ↑  靜岡縣統計年鑑2011（平成23年）PDF（日語）
20. ↑  靜岡縣統計年鑑2012（平成24年）PDF（日語）
21. ↑  靜岡縣統計年鑑2013（平成25年）PDF（日語）
22. ↑  靜岡縣統計年鑑2014（平成26年）PDF（日語）
23. ↑  靜岡縣統計年鑑2015（平成27年）PDF（日語）
24. ↑  靜岡縣統計年鑑2016（平成28年）PDF（日語）
25. ↑  靜岡縣統計年鑑2017（平成29年）PDF（日語）
26. ↑  靜岡縣統計年鑑2018（平成30年）PDF（日語）

## 外部連結
- 伊豆箱根鐵道　韮山站 （页面存档备份，存于）（日語）